# ويليام سوانسون
ويليام سوانسون (بالإنجليزية: William John Swainson)‏ (8 أكتوبر 1789 في لندن - 6 ديسمبر 1855 في نيوزيلندا)، كان عالم طيور، ورخويات، وأصداف وحشرات، ويُوجد العديد من أنواع الطيور التي سُميت باسمه أو اشتق اسمها منه.